# Liste der Monuments historiques in Kaysersberg Vignoble
Die Liste der Monument historique in Kaysersberg Vignoble verzeichnet alle klassifizierten und eingetragenen Monuments historiques in der elsässischen Gemeinde Kaysersberg Vignoble.

## Liste der Bauwerke
| Bezeichnung                                            | Beschreibung | Standort                                            | Kennzeichnung | Schutzstatus           | Datum          | Bild           |
| ------------------------------------------------------ | --- | --------------------------------------------------- | ------------- | ---------------------- | -------------- | -------------- |
| Kapelle Notre-Dame du Scapulaire                       | Die Kapelle wurde 1391 als Teil des Oberhofs des Klosters Pairis errichtet. Der einschiffige spätgotische Bau schließt mit einem ⅜-Chor. Spitzbögen und Maßwerk schmückt die Fenster der Kirche. Auf der Giebelseite sitzt ein Dachreiter mit Glocke. | Kaysersberg, 3 Rue de l’Oberhof (Lage)              | PA00085472    | Classé                 | 1946           | weitere Bilder |
| Kapelle St-Michel                                      | Die zweigeschossige Michaelskapelle ist im unteren Geschoss Ossuarium, darüber liegt der Kirchensaal mit zwei Jochen. Das östliche Joch wurde ausgemalt. Zwischen den Kreuzrippen sieht man die Evangelistensymbole, die Kirchenväter und das Schweißtuch der Veronika. Spitzbogige Fenster mit Maßwerk erhellen das Innere. Erbaut wurde das Gotteshaus 1464. | Kaysersberg, Place Jean Ittel (Lage)                | PA00085471    | Classé                 | 1967           | weitere Bilder |
| Kapelle St-Wolfgang                                    | Die erste Wolfgangkapelle wurde 1418 errichtet und musste schon 1488 wiederaufgebaut werden. Wenige Jahre später wurde sie erneut zerstört und 1519 erneut aufgebaut. Die kleine Kirche thront auf einem Felsen über der Stadt und war ursprünglich Kapelle eines Leprosenhauses. Die Saalkirche besitzt einen halbrunden Chor. Ein Satteldach deckt den Baukörper aus Bruchsteinen. Zentral sitzt darauf ein Dachreiter mit Glocke. Auf der hangabwärts gerichteten Seite sitzt ein kleiner halbrunder Turm, der den Zugang zu einer Tribüne ermöglicht. | Kaysersberg, Route d’Ammerschwihr (Lage)            | PA00085473    | Inscrit                | 1932           | weitere Bilder |
| Friedhofskreuz                                         | Das Kreuz wurde in der ersten Hälfte des 16. Jahrhunderts von Hans Bongartz geschaffen. | Kaysersberg, Erlenbad (Lage)                        | PA00085772    | Classé                 | 1995           |                |
| Kirche Invention-de-la-Sainte-Croix                    | Die Kirche wurde zwischen 1227 und 1230 als dreischiffige Basilika aus rotem Sandstein errichtet. 1448 wurde das südliche Seitenschiff erweitert, 1522 das nördliche. 1827 bekam die Kirche einen hohen neoromanischen Vierungsturm. Der Chor mit dreiseitigem Schluss im Osten schließt sich an ein schwach ausgebildetes Querhaus an. Er besitzt zwei Joche mit seitlichen Nebenchören und Sakristeien. Ältester Teil der Kirche ist die westliche Giebelseite mit Portal. Die Kanten des Gewändes sind abgefast und mit Kugeln verziert. Diesem vorgelagert sind drei Säulen, deren Kapitelle Tiere und Masken zeigen. Das Tympanon im Rundbogenfeld zeigt eine Marienkrönung und wird von Maskenkonsolen getragen. Drei Joche überwölben das gotisch veränderte Mittelschiff. Vor den viereckigen Pfeilern des Hauptschiffs sitzen halbrunde Säulen, auf denen die Gewölbe ruhen. die Kapitelle sind meist in Knospenform gehalten, manchmal mit Köpfen und stammen aus der Zeit der Erbauung. Die Ausstattung der Kirche ist überwiegend spätgotisch.                                                                                | Kaysersberg, Place de l’Église (Lage)               | PA00085477    | Inscrit Classé         | 1932 1985      | weitere Bilder |
| Konstantinbrunnen                                      | Der Konstantinbrunnen auf dem Platz vor der Heilig-Kreuz-Kirche besitzt ein oktogonales Brunnenbecken. Im Zentrum steht eine Sandsteinsäule mit Maskenköpfen. Darauf steht ein fast lebensgroßer Konstantin mit einem Kreuz. Der Brunnen wurde 1520 von Nicolas Berchtold errichtet, die Konstantinfigur stammt von Hans Bongartz aus dem Jahr 1521. | Kaysersberg, rue du Général de Gaulle (Lage)        | PA00085478    | Inscrit                | 1932           | weitere Bilder |
| Ölberg                                                 | Die Ölberg-Darstellung steht in einer kleinen Galerie und wurde 1500 oder 1501 geschaffen. Die bemalten Figuren aus Sandstein zeigt Christus mit drei Jüngeren. Außerdem hängen hier Reste einer Beweinung Christi. | Kaysersberg, Place Jean-Ittel (Lage)                | PA00085476    | Inscrit                | 1988           | weitere Bilder |
| Zehntscheune                                           | Der Kornspeicher diente der Einlagerung von Zehntsteuern und wurde im 16. Jahrhundert errichtet. Im 18. Jahrhundert wurde das Gebäude deutlich verändert. Während das Erdgeschoss mit einfachem Portal und Rundbogentor in Steinbauweise ausgeführt ist, ist das darüber liegende Geschoss leicht auskragend in Fachwerk errichtet worden. Auf der linken Seit erhebt sich dann ein giebelständiger Wohnteil, der ebenfalls in Fachwerkbauweise ausgeführt wurde. Rechts ist im zweiten Geschoss ein fränkischer Erker in der Fassade. | Kaysersberg, 4 rue de la Commanderie (Lage)         | PA00132526    | Inscrit                | 1994           | weitere Bilder |
| Hôtel de Ville                                         | Das dreigeschossige Rathaus entstand vermutlich aus einem älteren Gebäude und wurde 1604 im Stil der Renaissance errichtet. Sohlbankgesimse verbinden die gekuppelten Fenster der oberen Geschosse. Die Schaufassade besitzt einen Renaissanceerker aus Sandstein, der reich verziert ist und mit einem Volutengiebel abschließt. An der linken Gebäudeecke erhebt sich ein achteckiger Treppenturm. Über seinem Eingangsportal thront ein Wappenfeld. Den inneren Hof umläuft eine hölzerne Galerie auf Sandsteinsäulen. | Kaysersberg, 39 rue du Général de Gaulle (Lage)     | PA00085479    | Classé                 | 1990           | weitere Bilder |
| Wohn- und Geschäftshaus                                | Das Gebäude wurde 1779 für einen Händler errichtet. Der schmale dreigeschossige Putzbau besitzt Geschossgesimse und Segmentbogenfenster. Im Erdgeschoss bilden drei Rundbögen die Schaufenster des Geschäfts. Der mittlere ist im Original erhalten und zeigt eine reiche Verzierung mit Akanthusblättern. Im Schlussstein finden sich die Initialen des Erbauers. | Kaysersberg, 42 rue du Général de Gaulle (Lage)     | PA00085482    | Inscrit                | 1946           | weitere Bilder |
| Wohn- und Geschäftshaus                                | Dreigeschossiger giebelständiger Putzbau, der mit dem Nebengebäude im Süden einen gemeinsamen Innenhof bildet. Dort sitzt in der Fassade ein Treppenturm, der die Obergeschosse zugänglich macht. Erbaut wurde das Haus 1521. | Kaysersberg, 66 rue du Général de Gaulle (Lage)     | PA00085486    | Inscrit                | 1985           | weitere Bilder |
| Kesslerturm                                            | im 14. Jahrhundert erbaut | Kaysersberg, Place Henri-Jaeglé (Lage)              | PA00085494    | Inscrit                | 1932           |                |
| Wohnhaus                                               | Das giebelständige Wohnhaus wurde 1591 für den Schmied Michel Herzer erbaut. Seit 1907 gehört es der Stadt. Über dem Erdgeschoss aus Stein wurde ein Stockwerk in Fachwerkbauweise errichtet. Sturz und Pfosten der Fenster sind mit reichem Schnitzwerk verziert. Das dritte Geschoss wurde leicht zurückgesetzt und der so entstandene Vorsprung zum überdachten Balkon. Auch hier tragen zwei geschnitzte Pfeiler den Sturz des oberen Geschosses. Im Erdgeschoss beherrschen Rundbögen Fenster und Türen. | Kaysersberg, 101 rue du Général de Gaulle (Lage)    | PA00085489    | Inscrit                | 1932           | weitere Bilder |
| Wohnhaus                                               | Fachwerkhaus, am Portal bezeichnet 1601 | Kaysersberg, 24 rue du Couvent (Lage)               | PA00085481    | Inscrit                | 1946           | weitere Bilder |
| Wohnhaus                                               | Der traufständige Putzbau mit zwei Geschossen ist im oben Stockwerk in Fachwerkbauweise errichtet worden. Ein geschweifter Giebel mit Kugelverzierung zeigt den einstigen Reichtum der Erbauer. Errichtet wurde es 1616 für einen Metzger. Die Fassade im Erdgeschoss ist nicht mehr im Originalzustand und wurde den Bedürfnisse des Geschäftsbetriebes angepasst. | Kaysersberg, 78 rue du Général de Gaulle (Lage)     | PA00085487    | Inscrit                | 1932           | weitere Bilder |
| Badehaus                                               | Das Gebäude ist ein dreigeschossiger Putzbau mit Giebel in Fachwerkbauweise. Das Dach ist asymmetrisch abgewalmt. Zwillings- und Drillingsfenster erhellen das Innere. Ein Sohlbankgesims verbindet die Drillingsfenster des zweiten Geschosses, Sandsteinquaderungen betonen die Gebäudeecken. Erbaut wurde das Gebäude im Jahr 1600 von Jean Vollrath. Bis 1869 wurde es als Gasthaus genutzt, dann richtete die Stadt im Erdgeschoss ein öffentliches Bad ein, darüber einen Festsaal. In den 1920er Jahren wurde das Gebäude renoviert und nach Norden um einen Anbau im Neorenaissance-Stil erweitert. Bis zum Ende des Zweiten Weltkriegs wurde das Gebäude von der Kommune genutzt. 1953 bis 1958 restaurierte man das Haus aufwendig. | Kaysersberg, 103 rue du Général de Gaulle (Lage)    | PA00085490    | Classé                 | 1921           | weitere Bilder |
| Maison Brief-Faller                                    | Das Gebäude wurde 1593/94 für den Küfer Paul Offinger errichtet. | Kaysersberg, 88 rue du Général de Gaulle (Lage)     | PA00085488    | Classé                 | 1913           | weitere Bilder |
| Maison Hoffner                                         | Erbaut im letzten Viertel des 16. Jahrhunderts | Kaysersberg, 6 rue de la Commanderie (Lage)         | PA00085480    | Inscrit                | 1946           | weitere Bilder |
| Maison Huffel                                          | repräsentatives Winzerhaus, 1618 umgebaut und vergrößert; Renaissancebrunnen, bezeichnet 1618 | Kaysersberg, 54 rue du Général de Gaulle (Lage)     | PA00085484    | Inscrit                | 1994           |                |
| Maison Keith                                           | auch Maison Bohn; Fachwerkhaus, bezeichnet 1601 | Kaysersberg, 49 rue du Général de Gaulle (Lage)     | PA00085483    | Inscrit                | 1946           | weitere Bilder |
| Kloster Kaysersberg                                    | Im Jahr 1460 ließen sich Franziskaner in der Stadt nieder, die zuvor außerhalb von Kaysersberg gelebt hatten. 1483 errichteten sie eine Kirche, 1487 ein Konventsgebäude. Von 1566 bis 1601 stand das Kloster leer. Nach der Rückkehr der Mönche wurde 1780 die Kirche wiederaufgebaut, doch schon 1791 verließen die Franziskaner die Stadt nach der Französischen Revolution erneut. Die Armee nutzte die Gebäude dann bis zur Versteigerung im Jahr 1796. Die Kirche wurde erst 1853 verkauft und 1854/55 zu einem Krankenhaus umgebaut. Dabei zog man Geschossdecken ein und wandelte den Chor zu einer Küche um. Die anderen Gebäude wurden 1906 in ein Krankenhaus umgewandelt. 1932 wurde das Kloster von Christian Schoffit restauriert. Das dreigeschossige Kirchengebäude besitzt noch seine Schaufassade auf der Giebelseite, die von einem Dachreiter bekrönt wird. Das barocke Portal wurde vermauert. Lisenen gliedern die Fassade. Über dem Portal sitzt ein Feston, darüber Rest eines Gesimses, und eine Nische mit Figur, die mit einem Okulus verkröpft ist. Das Traufgesims durchläuft den Giebelfuß weit auskragend. | Kaysersberg, 13, 21 rue du Couvent (Lage)           | PA00085491    | Inscrit                | 1946           | weitere Bilder |
| Historisches Museum                                    | Der dreigeschossige giebelständige Putzbau wird von Geschossgesimsen bis in den Giebelbereich gegliedert. Das Erdgeschoss wird von unterschiedlichen Rundbögen bestimmt. Das Gebäude wurde 1521 für den Silberminenbesitzer Reinhard Wid (Wyde, Widt) errichtet. Im Innenhof führt ein oktogonaler, in die Fassade geschobener Treppenturm in die oberen Stockwerke. | Kaysersberg, 62, 64 rue du Général de Gaulle (Lage) | PA00085485    | Classé                 | 1991           | weitere Bilder |
| Obertorturm                                            | im 15. Jahrhundert erbaut | Kaysersberg, Square Albert Schweitzer (Lage)        | PA00085495    | Inscrit                | 1932           | weitere Bilder |
| Brücke mit Brückenkapelle                              | Die Brücke über die Weiss ist eine zweibogige Steinbrücke. Über dem mittleren Brückenpfeiler steht in der Brüstung eine kleine Kapelle. Die Figuren daraus (Büste von Christus und den vier Evangelisten) sind heute im Museum Colmar ausgestellt. Die Brücke gilt als einzige befestigte Brücke im Elsass und wurde 1514 errichtet. | Kaysersberg, Rue du Général de Gaulle (Lage)        | PA00085492    | Inscrit                | 1932           | weitere Bilder |
| Kloster Alspach                                        | Das ehemalige Klarissenkloster wurde im 7. Jahrhundert als Benediktinerkloster gegründet. Es bestand bis zu seiner Säkularisation im Zuge der Französischen Revolution. Danach wurde das Kloster zu der Erbauung von umliegenden Wohnhäusern und Industriegebäuden abgetragen. Teile des Chorgestühls und die Choraltäre im Rokokostil von Gabriel Ignaz Ritter wurden in die Dominikanerkirche Colmar überführt. Von der ehemaligen romanischen Konventskirche sind Teile des Portals und der Giebelseite erhalten. | Kaysersberg, rue du Val St-Jean (Lage)              | PA00085475    | Classé                 | 1898           | weitere Bilder |
| Burg Kaysersberg                                       | Die trutzige Burg wurde um 1220 von kaiserlichen Schultheiß Albin Woelflin errichtet und 1227 von den Herren von Horburg und Rappoltstein übernommen. Der runde Bergfried ist ältester Teil der Festung. 1261 wurde die erste Umfassungsmauer erneuert und im 14. Jahrhundert erhöht. Im 15. Jahrhundert wurde das Bauwerk modernisiert. Während der Bauernkriege wurde die Festung 1524/25 belagert und schließlich schwer beschädigt. Erst 1583 baute Lazarus von Schwendi die Festung wieder auf. Doch schon Ende des 16. Jahrhunderts wurde die Burg aufgegeben. Ende des 18. Jahrhunderts erwarb François Joseph Boecklin de Boecklinsau den Komplex. Die Festung wurde aus Granit als unregelmäßiges Vieleck errichtet. An der höchsten Stelle thront der 11 Meter hohe Bergfried, eine Schildmauer sichert die Burg zum Hang ab. Die Wohngebäude waren an diese Mauer angelehnt. | Kayserberg, nördlich des Stadtzentrums (Lage)       | PA00085474    | Classé Inscrit         | 1841 1995      | weitere Bilder |
| Hospitalturm                                           | im 15. Jahrhundert erbaut | Kaysersberg, rue Basse du Rempart (Lage)            | PA00085493    | Inscrit                | 1932           |                |
| Hexenturm                                              | Stauferkaiser Friedrich II. ließ den kaiserlichen Schultheiß Wölflin um 1220 den Ort mit Burg erwerben und befestigen. Von dieser Stadtbefestigung sind nur im Norden und Süden Reste erhalten. Zu den südlichen Resten gehört auch der runde Hexenturm aus Bruchsandstein. | Kaysersberg, 9 rue du Général-de-Gaulle (Lage)      | PA00085496    | Inscrit                | 1932           |                |
| Schloss Lupfen-Schwendi und Reste der Stadtbefestigung | Stadtbefestigung ab 1375 erbaut; Schloss vor 1436 unter Johann I. von Lupfen begonnen, zwischen 1563 und 1583 von Lazarus von Schwendi erweitert | Kientzheim, 1 Grand Rue (Lage)                      | PA00085497    | Inscrit Classé Inscrit | 1986 1988 1994 | weitere Bilder |
| Schloss Reichenstein                                   | im 16. Jahrhundert erbaut, Südflügel bezeichnet 1562 | Kientzheim, 68 Grand Rue (Lage)                     | PA00085498    | Inscrit                | 1996           | weitere Bilder |
| Château des Ifs                                        | ehemaliger Adelshof, 13. Jahrhundert, im 16. Jahrhundert zum Schloss umgebaut; Treppenturm bezeichnet 1577 | Kientzheim, 6 rue Philippe Aimé de Golbéry (Lage)   | PA68000023    | Inscrit                | 1999           | weitere Bilder |
| Kapelle Ste-Anne                                       | 1513 geweiht | Sigolsheim, 9 rue Sainte-Anne (Lage)                | PA00085674    | Inscrit                | 1938           | weitere Bilder |
| Kirche St-Pierre-et-St-Paul                            | in den 1190er Jahren anstelle einer karolingischen Kirche erbaut | Sigolsheim, place de l’Eglise (Lage)                | PA00085675    | Classé                 | 1841           | weitere Bilder |

## Liste der Objekte
| Bezeichnung                                                            | Beschreibung | Standort                                                       | Kennzeichnung | Schutzstatus   | Datum     | Bild           |
| ---------------------------------------------------------------------- | --- | -------------------------------------------------------------- | ------------- | -------------- | --------- | -------------- |
| Skulptur Madonna mit Kind                                              | Schreinmadonna; Holz, farbig gefasst, um 1380 | Kaysersberg, im historischen Museum (Lage)                     | PM68000142    | Classé         | 1969      | weitere Bilder |
| Skulptur eines Heiligen                                                | Holz, farbig gefasst, 18. Jahrhundert | Kaysersberg, im Hôtel de Ville (Lage)                          | PM68000143    | Classé         | 1969      |                |
| Skulptur Heiliger Franziskus von Assisi                                | Holz, farbig gefasst, 18. Jahrhundert | Kaysersberg, im Hôtel de Ville (Lage)                          | PM68000145    | Classé         | 1969      |                |
| Skulptur Heiliger Wolfgang                                             | Holz, farbig gefasst, 1519 | Kaysersberg, im historischen Museum (Lage)                     | PM68000146    | Classé         | 1969      |                |
| Skulptur Madonna mit Kind                                              | Holz, farbig gefasst, Ende des 14. Jahrhunderts | Kaysersberg, in der Kapelle St-Alexis (Lage)                   | PM68000149    | Classé         | 1971      |                |
| Skulptur Erzengel Michael                                              | Holz, farbig gefast und vergoldet, Ende des 17. Jahrhunderts, von Ursus Joseph Rothbletz | Kaysersberg, in der Kapelle St-Michel (Lage)                   | PM68000153    | Classé         | 1982      |                |
| Triumphbogen mit Kreuzigungsgruppe                                     | Holz, farbig gefasst und vergoldet, um 1500 | Kaysersberg, in der Kirche Invention-de-la-Sainte-Croix (Lage) | PM68000158    | Classé         | 1982      | weitere Bilder |
| Krummstab der Äbtin von Kloster Alspach                                | Knochen, Stoff und Glas, 1700 | Kaysersberg, in der Kapelle Notre-Dame du Scapulaire (Lage)    | PM68000182    | Classé         | 1983      |                |
| Votivbild                                                              | Farbe auf Karton, Holzrahmen, 1828 | Kaysersberg, in der Kapelle Notre-Dame du Scapulaire (Lage)    | PM68000184    | Classé         | 1983      |                |
| Skulptur Heiliger Sebastian                                            | Holz, farbig gefasst und vergoldet, 17. oder 18. Jahrhundert | Kaysersberg, in der Kirche Invention-de-la-Sainte-Croix (Lage) | PM68001084    | Inscrit        | 1984      | weitere Bilder |
| Skulpturen der vierzehn Nothelfer                                      | Holz, farbig gefasst und vergoldet, 1862 von Jean-Baptiste Klem; im Museum ausgestellt | Kaysersberg, in der Kirche Invention-de-la-Sainte-Croix (Lage) | PM68001088    | Inscrit        | 1984      |                |
| Schrank                                                                | verschiedene Hölzer, Schmiedeeisen und Kupfer, 1662 | Kaysersberg, im Hôtel de Ville (Lage)                          | PM68001398    | Inscrit        | 2001      |                |
| Kruzifix                                                               | Holz, farbig gefasst und vergoldet, zweite Hälfte des 17. Jahrhunderts | Kaysersberg, im Hôtel de Ville (Lage)                          | PM68001401    | Inscrit        | 2001      |                |
| Orgel                                                                  | Ensemble aus PM68000963 und PM68002101 | Kientzheim, in der Kirche Notre-Dame-des-Sept-Douleurs (Lage)  | PM68000962    | Inscrit Classé | 1982 2019 | weitere Bilder |
| Orgelprospekt                                                          | 1847 von Valentin Rinkenbach gebaut | Kientzheim, in der Kirche Notre-Dame-des-Sept-Douleurs (Lage)  | PM68000963    | Inscrit Classé | 1982 2019 | weitere Bilder |
| Instrumentalteil der Orgel                                             | 1847 von Valentin Rinkenbach gebaut | Kientzheim, in der Kirche Notre-Dame-des-Sept-Douleurs (Lage)  | PM68002101    | Classé         | 2019      |                |
| Hauptaltar                                                             | dreiflügeliger Schnitzretabel mit 18 Relieffeldern, vier Skulpturen und zwei Tafelgemälden; Holz, farbige gefasst und vergoldet, sowie Ölfarbe auf Holz; Schnitzarbeiten 1518 von Hans Bongart und Wendelin Steinbrunn, Tafelgemälde 1621 von Mathis Wuest | Kaysersberg, in der Kirche Invention-de-la-Sainte-Croix (Lage) | PM68000136    | Classé         | 1978      | weitere Bilder |
| Skulptur Heiliger Antonius von Padua                                   | Holz, farbig gefasst, 18. Jahrhundert | Kaysersberg, in der Kapelle St-Michel (Lage)                   | PM68000144    | Classé         | 1969      |                |
| Weihwasserbecken                                                       | Sandstein, 15. Jahrhundert | Kaysersberg, in der Kapelle St-Michel (Lage)                   | PM68000151    | Classé         | 1982      |                |
| Taufbecken                                                             | Sandstein, 13. Jahrhundert | Kaysersberg, in der Kirche Invention-de-la-Sainte-Croix (Lage) | PM68000159    | Classé         | 1982      |                |
| Chorgestühl und Wandverkleidung                                        | mit 20 Skulpturen von 1888; Holz, um 1858 aus der Werkstatt von Théophile Klem | Kaysersberg, in der Kirche Invention-de-la-Sainte-Croix (Lage) | PM68000162    | Classé         | 1982      | weitere Bilder |
| Skulptur Heilige Maria Magdalena                                       | Holz, farbig gefasst und vergoldet, 1519 | Kaysersberg, in der Kirche Invention-de-la-Sainte-Croix (Lage) | PM68000163    | Classé         | 1982      | weitere Bilder |
| Relief Beweinung Christi                                               | Lindenholz, farbig gefasst, 1521 von Georg Beringer | Kaysersberg, in der Kirche Invention-de-la-Sainte-Croix (Lage) | PM68000164    | Classé         | 1982      | weitere Bilder |
| Skulptur Johannes der Täufer                                           | Holz, farbig gefasst und vergoldet, 1511 | Kaysersberg, in der Kirche Invention-de-la-Sainte-Croix (Lage) | PM68000168    | Classé         | 1982      | weitere Bilder |
| Skulptur Thronende Madonna mit Kind                                    | Holz, farbig gefasst und vergoldet, 14. Jahrhundert | Kaysersberg, in der Kapelle Notre-Dame du Scapulaire (Lage)    | PM68000176    | Classé         | 1983      |                |
| Skulptur Stehende Madonna mit Kind                                     | Holz, farbig gefasst und vergoldet, 18. Jahrhundert | Kaysersberg, in der Kapelle Notre-Dame du Scapulaire (Lage)    | PM68000179    | Classé         | 1983      |                |
| Skulptur Mater dolorosa                                                | Holz, farbig gefasst, um 1500, möglicherweise von Hans Bongart | Kaysersberg, in der Kapelle St-Michel (Lage)                   | PM68000655    | Classé         | 1983      |                |
| Kruzifix                                                               | Holz, farbig gefasst, 17. Jahrhundert | Kaysersberg, in der Kirche Invention-de-la-Sainte-Croix (Lage) | PM68001086    | Inscrit        | 1984      |                |
| Skulptur einer Heiligen                                                | Holz, farbig gefasst, 17. oder 18. Jahrhundert | Kaysersberg, im Hôtel de Ville (Lage)                          | PM68001091    | Inscrit        | 1984      |                |
| Skulptur Madonna mit Kind                                              | Holz, farbig gefasst und vergoldet, 18. Jahrhundert | Kaysersberg, in der Kapelle St-Alexis (Lage)                   | PM68001092    | Inscrit        | 1989      |                |
| Schrank                                                                | verschiedene Hölzer, Schmiedeeisen, zweite Hälfte des 17. Jahrhunderts | Kaysersberg, im Hôtel de Ville (Lage)                          | PM68001400    | Inscrit        | 2001      |                |
| Lüsterweibchen                                                         | Holz, farbig gefasst, Schmiedeeisen und Horn, Anfang des 17. Jahrhunderts | Kaysersberg, im Hôtel de Ville (Lage)                          | PM68000852    | Classé         | 2003      |                |
| Orgel                                                                  | Haupteintrag für PM68000155 | Kaysersberg, in der Kirche Invention-de-la-Sainte-Croix (Lage) | PM68000892    | Classé         | 1982      | weitere Bilder |
| Orgelprospekt                                                          | 1720 von Joseph Waltrin gebaut, 1926 von Joseph Rinckenbach ergänzt | Kaysersberg, in der Kirche Invention-de-la-Sainte-Croix (Lage) | PM68000155    | Classé         | 1982      | weitere Bilder |
| Skulptur Heilige Lucia                                                 | Holz, farbig gefasst und vergoldet, um 1523 | Kaysersberg, in der Kirche Invention-de-la-Sainte-Croix (Lage) | PM68001083    | Inscrit        | 1984      | weitere Bilder |
| Skulptur Auferstandener Christus                                       | Holz, farbig gefasst und vergoldet, um 1519 (?) | Kaysersberg, in der Kirche Invention-de-la-Sainte-Croix (Lage) | PM68001087    | Inscrit        | 1984      | weitere Bilder |
| Kruzifix                                                               | Holz, farbig gefasst und vergoldet, 18. Jahrhundert | Kaysersberg, im Hôtel de Ville (Lage)                          | PM68001089    | Inscrit        | 1984      |                |
| Skulpturengruppe Vier Apostel                                          | Holz, farbig gefasst, Anfang des 16. Jahrhunderts | Kaysersberg, im historischen Museum (Lage)                     | PM68000133    | Classé         | 1969      |                |
| Skulptur Heiliger Jakobus der Ältere                                   | Holz, farbig gefasst und vergoldet, 1519 | Kaysersberg, in der Kirche Invention-de-la-Sainte-Croix (Lage) | PM68000135    | Classé         | 1969      | weitere Bilder |
| Wandgemälde                                                            | aus dem 16. Jahrhundert | Kaysersberg, in der Kapelle St-Michel (Lage)                   | PM68000137    | Classé         | 1967      |                |
| Palmesel                                                               | Holz, farbig gefasst, Ende des 15. Jahrhunderts | Kaysersberg, im historischen Museum (Lage)                     | PM68000139    | Classé         | 1969      | weitere Bilder |
| Skulptur Auferstehung Christi                                          | Holz, farbig gefasst, 17. oder 18. Jahrhundert | Kaysersberg, im historischen Museum (Lage)                     | PM68000140    | Classé         | 1969      |                |
| Skulptur Mariä Verkündigung                                            | Holz, farbig gefasst, 17. oder 18. Jahrhundert | Kaysersberg, im historischen Museum (Lage)                     | PM68000141    | Classé         | 1969      |                |
| Vier Skulpturen eines Ölbergs                                          | Sandstein, farbig gefasst, 1510 | Kaysersberg, in der Ölberggalerie (Lage)                       | PM68000154    | Classé         | 1982      |                |
| Skulptur Heilige Katharina von Alexandrien                             | Holz, farbig gefasst und vergoldet, Ende des 15. Jahrhunderts | Kaysersberg, in der Kirche Invention-de-la-Sainte-Croix (Lage) | PM68000165    | Classé         | 1982      | weitere Bilder |
| Skulptur Madonna mit Kind                                              | Holz, farbig gefasst und vergoldet, 16. Jahrhundert | Kaysersberg, in der Kirche Invention-de-la-Sainte-Croix (Lage) | PM68000167    | Classé         | 1982      | weitere Bilder |
| Jerusalemkreuz                                                         | Prozessionskreuz; Nussbaumholz und Perlmutt, 1765 | Kaysersberg, in der Kirche Invention-de-la-Sainte-Croix (Lage) | PM68000170    | Classé         | 1982      |                |
| Prozessionskreuz                                                       | Bronze, Stein und Holz, 18. Jahrhundert | Kaysersberg, in der Kirche Invention-de-la-Sainte-Croix (Lage) | PM68000171    | Classé         | 1982      |                |
| Gemälde Heilige Familie                                                | Ölfarbe auf Leinwand, Holzrahmen, 18. Jahrhundert | Kaysersberg, in der Kapelle Notre-Dame du Scapulaire (Lage)    | PM68000181    | Classé         | 1983      |                |
| Skulptur Heiliger Fridolin                                             | Holz, farbig gefasst, 1519 | Kaysersberg, in der Kirche Invention-de-la-Sainte-Croix (Lage) | PM68000134    | Classé         | 1969      | weitere Bilder |
| Zwei Prozessionsleuchter                                               | Holz, vergoldet, Mitte des 18. Jahrhunderts | Kaysersberg, in der Kirche Invention-de-la-Sainte-Croix (Lage) | PM68000147    | Classé         | 1969      |                |
| Relief Tod des heiligen Alexius von Edessa                             | Holz, farbig gefasst, um 1515 von Georg Beringer | Kaysersberg, in der Kapelle St-Alexis (Lage)                   | PM68000150    | Classé         | 1971      |                |
| Skulpturengruppe Heilige Sippe                                         | Holz, farbig gefasst, um 1700, vermutlich von Ursus Joseph Rothbletz | Kaysersberg, in der Kapelle St-Michel (Lage)                   | PM68000152    | Classé         | 1982      |                |
| Marienaltar                                                            | Seitenaltar; Altartisch, Retabel und drei Skulpturen; Holz, farbig gefasst und vergoldet, 18. Jahrhundert | Kaysersberg, in der Kirche Invention-de-la-Sainte-Croix (Lage) | PM68000156    | Classé         | 1982      |                |
| Taufbecken                                                             | Sandstein, 1448 | Kaysersberg, in der Kirche Invention-de-la-Sainte-Croix (Lage) | PM68000160    | Classé         | 1982      |                |
| Skulptur Madonna mit Kind                                              | Holz, farbig gefasst, 18. Jahrhundert | Kaysersberg, in der Brückenkapelle (Lage)                      | PM68000173    | Classé         | 1983      |                |
| Antoniusaltar                                                          | Altartisch, Retabel und zwei Gemälde; Holz, farbig gefasst und vergoldet, sowie Ölfarbe auf Leinwand; Gemälde des heiligen Antonius von Xavier Hauser, 1757                                                                                                | Kaysersberg, in der Kapelle Notre-Dame du Scapulaire (Lage)    | PM68000174    | Classé         | 1983      |                |
| Skulpturengruppe Heilige Sippe                                         | Holz, farbig gefasst und vergoldet, um 1500 | Kaysersberg, in der Kapelle Notre-Dame du Scapulaire (Lage)    | PM68000175    | Classé         | 1983      |                |
| Kreuzigungsgruppe                                                      | sogenanntes Jakobskreuz; Sandstein, 1511 | Kaysersberg, in der Ölberggalerie (Lage)                       | PM68000465    | Classé         | 1982      |                |
| Heiliges Grab                                                          | Sandstein, farbig gefasst, 1448 und 1514 | Kaysersberg, in der Kirche Invention-de-la-Sainte-Croix (Lage) | PM68000466    | Classé         | 1982      | weitere Bilder |
| Skulptur Heiliger Wendelin                                             | Holz, farbig gefasst, 17. oder 18. Jahrhundert | Kaysersberg, im Hôtel de Ville (Lage)                          | PM68001090    | Inscrit        | 1984      |                |
| Anrichte                                                               | verschiedene Hölzer, Schmiedeeisen, zweite Hälfte des 17. Jahrhunderts | Kaysersberg, im Hôtel de Ville (Lage)                          | PM68001399    | Inscrit        | 2001      |                |
| Skulptur Madonna mit Kind                                              | Holz, farbig gefasst und vergoldet, 18. Jahrhundert | Kaysersberg, in der Kirche Invention-de-la-Sainte-Croix (Lage) | PM68001085    | Inscrit        | 1984      |                |
| Skulptur Heiliger Sigismund                                            | Holz, farbig gefasst, 18. Jahrhundert | Kaysersberg, in der Kapelle St-Michel (Lage)                   | PM68000656    | Classé         | 1969      |                |
| Drei Reliefs: Heiliger Dionysius, heiliger Cyriakus und heiliger Georg | Holz, farbig gefasst und vergoldet, Anfang des 16. Jahrhunderts | Kaysersberg, im historischen Museum (Lage)                     | PM68000138    | Classé         | 1969      |                |
| Prozessionskreuz                                                       | Holz, farbig gefasst, 14. Jahrhundert | Kaysersberg, in der Kapelle St-Michel (Lage)                   | PM68000148    | Classé         | 1969      |                |
| Josephsaltar                                                           | Altartisch, Retabel und drei Skulpturen; Holz, farbig gefasst und vergoldet, 18. Jahrhundert | Kaysersberg, in der Kirche Invention-de-la-Sainte-Croix (Lage) | PM68000157    | Classé         | 1982      |                |
| Kanzel                                                                 | Holz, 1886, aus der Werkstatt von Théophile Klem | Kaysersberg, in der Kirche Invention-de-la-Sainte-Croix (Lage) | PM68000161    | Classé         | 1982      | weitere Bilder |
| Kruzifix                                                               | Holz, farbig gefasst, 14. Jahrhundert | Kaysersberg, in der Kirche Invention-de-la-Sainte-Croix (Lage) | PM68000166    | Classé         | 1982      |                |
| Büste Heiliger Blasius                                                 | Holz, farbig gefasst und vergoldet, 16. Jahrhundert | Kaysersberg, in der Kirche Invention-de-la-Sainte-Croix (Lage) | PM68000169    | Classé         | 1982      |                |
| Kelchvelum                                                             | Seide, Metallfaden, 18. Jahrhundert | Kaysersberg, in der Kirche Invention-de-la-Sainte-Croix (Lage) | PM68000172    | Classé         | 1982      |                |
| Skulptur Heiliger Sebastian                                            | Holz, farbig gefasst, 15. Jahrhundert | Kaysersberg, in der Kapelle Notre-Dame du Scapulaire (Lage)    | PM68000177    | Classé         | 1983      |                |
| Skulptur Heilige Barbara                                               | Holz, farbig gefasst, Ende des 15. Jahrhunderts | Kaysersberg, in der Kapelle Notre-Dame du Scapulaire (Lage)    | PM68000178    | Classé         | 1983      |                |
| Skulptur Heilige Maria Magdalena                                       | Holz, farbig gefasst und vergoldet, 15. Jahrhundert | Kaysersberg, in der Kapelle Notre-Dame du Scapulaire (Lage)    | PM68000180    | Classé         | 1983      |                |
| Votivbild                                                              | Ölfarbe auf Leinwand, 18. Jahrhundert | Kaysersberg, in der Kapelle Notre-Dame du Scapulaire (Lage)    | PM68000183    | Classé         | 1983      |                |
| Vier Jagdtrophäen                                                      | Holz, vergoldet, und Horn, Anfang des 17. Jahrhunderts | Kaysersberg, im Hôtel de Ville (Lage)                          | PM68000853    | Classé         | 2003      |                |
| Gemälde Porträt von Sylvain de Golbéry                                 | Ölfarbe auf Leinwand, vergoldeter Holzrahmen, Anfang des 18. Jahrhunderts | Kientzheim, im Hôtel de Ville (Lage)                           | PM68001422    | Inscrit        | 2002      |                |
| Gemälde Porträt von Sanson de Golbéry                                  | Ölfarbe auf Leinwand, vergoldeter Holzrahmen, 1912 von Jules Guillemin | Kientzheim, im Hôtel de Ville (Lage)                           | PM68001425    | Inscrit        | 2002      |                |
| Gemälde Heiliger Johann Nepomuk                                        | Ölfarbe auf Leinwand, vergoldeter Holzrahmen, erste Hälfte des 18. Jahrhunderts | Kientzheim, in der Kirche Notre-Dame-des-Sept-Douleurs (Lage)  | PM68000193    | Classé         | 1982      |                |
| Zwölf Gemälde der Apostel                                              | an der Emporenbrüstung; Ölfarbe auf Leinwand, 18. Jahrhundert | Kientzheim, in der Kirche Notre-Dame-des-Sept-Douleurs (Lage)  | PM68000199    | Classé         | 1982      | weitere Bilder |
| Gemälde Marienkrönung                                                  | Ölfarbe auf Leinwand, vergoldeter Holzrahmen, 1730 | Kientzheim, in der Kirche Notre-Dame-des-Sept-Douleurs (Lage)  | PM68000200    | Classé         | 1982      |                |
| Skulptur Auferstandener Christus                                       | Holz, farbig gefasst und vergoldet, 18. Jahrhundert | Kientzheim, in der Kirche Notre-Dame-des-Sept-Douleurs (Lage)  | PM68000191    | Classé         | 1982      | weitere Bilder |
| Kreuzigungsgruppe                                                      | Holz, farbig gefasst, 16. oder 17. Jahrhundert | Kientzheim, in der Kirche Notre-Dame-des-Sept-Douleurs (Lage)  | PM68000192    | Classé         | 1982      |                |
| Gemälde Anbetung der Könige                                            | Ölfarbe auf Leinwand, vergoldeter Holzrahmen, erste Hälfte des 18. Jahrhunderts | Kientzheim, in der Kirche Notre-Dame-des-Sept-Douleurs (Lage)  | PM68000197    | Classé         | 1982      |                |
| Gemälde Enthauptung von Johannes dem Täufer                            | Ölfarbe auf Leinwand, vergoldeter Holzrahmen, 1726 von Franz Hillenweck | Kientzheim, in der Kirche Notre-Dame-des-Sept-Douleurs (Lage)  | PM68000198    | Classé         | 1982      |                |
| Gemälde Schutzmantelmadonna                                            | Ölfarbe auf Leinwand, 18. oder 19. Jahrhundert | Kientzheim, in der Kapelle Sts-Félix-et-Régula (Lage)          | PM68000467    | Classé         | 1982      |                |
| Skulptur eines bärtigen Heiligen                                       | Holz, farbig gefasst und vergoldet, 18. Jahrhundert | Kientzheim, in der Kapelle Sts-Félix-et-Régula (Lage)          | PM68000473    | Classé         | 1982      |                |
| Gemälde Geiselung Christi                                              | Ölfarbe auf Holz, 18. Jahrhundert | Kientzheim, in der Kapelle Sts-Félix-et-Régula (Lage)          | PM68000480    | Classé         | 1983      |                |
| Gemälde Porträt von Marie Victoire Françoise Hanso                     | Ölfarbe auf Leinwand, vergoldeter Holzrahmen, nach 1696 | Kientzheim, im Hôtel de Ville (Lage)                           | PM68001423    | Inscrit        | 2002      |                |
| Zwei Büsten: Ignatius von Loyola und Francisco de Borja                | Lindenholz, farbig gefasst, versilbert und vergoldet, Ende des 17. Jahrhunderts | Kientzheim, in der Kapelle Sts-Félix-et-Régula (Lage)          | PM68001312    | Inscrit        | 1996      |                |
| Gemälde Porträt von Mathilde Weber                                     | Ölfarbe auf Leinwand, vergoldeter Holzrahmen, 1912 von Jules Guillemin | Kientzheim, im Hôtel de Ville (Lage)                           | PM68001426    | Inscrit        | 2002      |                |
| Pyramidenofen                                                          | Gusseisen, Sandsteinsockel, um 1807 | Kientzheim, im Hôtel de Ville (Lage)                           | PM68001427    | Inscrit        | 2002      |                |
| Truhe                                                                  | Holz, Schmiedeeisen, 17. oder 18. Jahrhundert, Schloss möglicherweise älter | Kientzheim, im Hôtel de Ville (Lage)                           | PM68001428    | Inscrit        | 2002      |                |
| Hauptaltar                                                             | Altar, Tabernakel und Exposition; Holz, farbig gefasst und vergoldet, um 1800 | Kientzheim, in der Kirche Notre-Dame-des-Sept-Douleurs (Lage)  | PM68000186    | Classé         | 1982      | weitere Bilder |
| Grabstein für Hans Wilhelm von Schwendi                                | Sandstein, Anfang des 17. Jahrhunderts | Kientzheim, in der Kirche Notre-Dame-des-Sept-Douleurs (Lage)  | PM68000190    | Classé         | 1982      |                |
| Gemälde Die Madonna übergibt den Rosenkranz an den heiligen Dominik    | Ölfarbe auf Leinwand, 18. Jahrhundert | Kientzheim, in der Kapelle Sts-Félix-et-Régula (Lage)          | PM68000203    | Classé         | 1982      |                |
| Skulptur Heilige Anna mit Maria als Kind                               | Holz, farbig gefast und vergoldet, 18. Jahrhundert | Kientzheim, in der Kapelle Sts-Félix-et-Régula (Lage)          | PM68000476    | Classé         | 1982      |                |
| Gemälde Heiliger Jakobus der Ältere                                    | Ölfarbe auf Leinwand, vergoldeter Holzrahmen, erste Hälfte des 18. Jahrhunderts | Kientzheim, in der Kirche Notre-Dame-des-Sept-Douleurs (Lage)  | PM68000195    | Classé         | 1982      |                |
| Gemälde Kreuzabnahme                                                   | Ölfarbe auf Leinwand, vergoldeter Holzrahmen, erste Hälfte des 18. Jahrhunderts, von Franz Hillenweck (nach Charles Le Brun) | Kientzheim, in der Kirche Notre-Dame-des-Sept-Douleurs (Lage)  | PM68000196    | Classé         | 1982      |                |
| Gemälde Christi Himmelfahrt                                            | Ölfarbe auf Leinwand, erste Hälfte des 18. Jahrhunderts | Kientzheim, in der Kirche Notre-Dame-des-Sept-Douleurs (Lage)  | PM68000201    | Classé         | 1982      |                |
| Gemälde Christus am Kreuz                                              | Ölfarbe auf Holz, 17. Jahrhundert (nach Peter Paul Rubens) | Kientzheim, in der Kapelle Sts-Félix-et-Régula (Lage)          | PM68000469    | Classé         | 1982      |                |
| Heiliges Grab                                                          | Kalkstein, um 1500 | Kientzheim, in der Kapelle Sts-Félix-et-Régula (Lage)          | PM68000471    | Classé         | 1982      | weitere Bilder |
| Skulptur Heiliger Rochus                                               | Holz, farbig gefasst und vergoldet, Ende des 15. Jahrhunderts | Kientzheim, in der Kapelle Sts-Félix-et-Régula (Lage)          | PM68000472    | Classé         | 1982      | weitere Bilder |
| Ölberg                                                                 | Sandstein, 18. Jahrhundert | Kientzheim, bei der Kapelle Sts-Félix-et-Régula (Lage)         | PM68000474    | Classé         | 1982      |                |
| Skulptur Heiliger Edmund von Ostanglien                                | Holz, farbig gefasst und vergoldet, 18. Jahrhundert | Kientzheim, in der Kapelle Sts-Félix-et-Régula (Lage)          | PM68000475    | Classé         | 1982      | weitere Bilder |
| Skulptur Heilige Regula                                                | Holz, farbig gefasst und vergoldet, 16. Jahrhundert | Kientzheim, in der Kapelle Sts-Félix-et-Régula (Lage)          | PM68000477    | Classé         | 1982      | weitere Bilder |
| Gemälde Porträt eines de Golbéry                                       | Ölfarbe auf Leinwand, vermutlich vom Anfang des 18. Jahrhunderts | Kientzheim, im Hôtel de Ville (Lage)                           | PM68001402    | Inscrit        | 2002      |                |
| Gemälde Porträt von Marie Catherine Philippine de Müller               | Ölfarbe auf Leinwand, vergoldeter Holzrahmen Anfang des 19. Jahrhunderts | Kientzheim, im Hôtel de Ville (Lage)                           | PM68001424    | Inscrit        | 2002      |                |
| Sebastiansaltar                                                        | Seitenaltar; Altartisch, Retabel, sechs Skulpturen und zwei Gemälde; Holz, farbig gefasst und vergoldet, sowie Ölfarbe auf Leinwand, 18. und 19. Jahrhundert                                                                                               | Kientzheim, in der Kirche Notre-Dame-des-Sept-Douleurs (Lage)  | PM68000187    | Classé         | 1982      |                |
| Grabstein für Lazarus von Schwendi                                     | Sandstein, Ende des 16. Jahrhunderts | Kientzheim, in der Kirche Notre-Dame-des-Sept-Douleurs (Lage)  | PM68000189    | Classé         | 1982      |                |
| Gemälde Heilige Johanna von Valois                                     | Ölfarbe auf Leinwand, vergoldeter Holzrahmen, erste Hälfte des 18. Jahrhunderts | Kientzheim, in der Kirche Notre-Dame-des-Sept-Douleurs (Lage)  | PM68000194    | Classé         | 1982      |                |
| Gemälde Heilige Elisabeth von Thüringen                                | Ölfarbe auf Leinwand, vergoldeter Holzrahmen, erste Hälfte des 18. Jahrhunderts | Kientzheim, in der Kirche Notre-Dame-des-Sept-Douleurs (Lage)  | PM68000202    | Classé         | 1982      |                |
| Kreuzigungsgruppe                                                      | Holz, farbig gefasst und vergoldet, 15. Jahrhundert | Kientzheim, in der Kapelle Sts-Félix-et-Régula (Lage)          | PM68000468    | Classé         | 1982      | weitere Bilder |
| Pietà                                                                  | Holz, 17. Jahrhundert | Kientzheim, in der Kapelle Sts-Félix-et-Régula (Lage)          | PM68000470    | Classé         | 1982      |                |
| Skulptur Heiliger Felix                                                | Holz, farbg gefasst, 16. Jahrhundert | Kientzheim, in der Kapelle Sts-Félix-et-Régula (Lage)          | PM68000478    | Classé         | 1982      | weitere Bilder |
| 109 Votivbilder                                                        | Farbe auf verschiedenen Materialien, 17. bis 19. Jahrhundert | Kientzheim, in der Kapelle Sts-Félix-et-Régula (Lage)          | PM68000479    | Classé         | 1982      |                |
| Pyramidenofen                                                          | Gusseisen, Sandsteinsockel, erste Hälfte des 19. Jahrhunderts | Kientzheim, im Hôtel de Ville (Lage)                           | PM68000824    | Classé         | 2004      |                |
| Zwei Skulpturen Leuchterengel                                          | Holz, farbig gefasst, 15. Jahrhundert | Sigolsheim, in der Kirche St-Pierre-et-St-Paul (Lage)          | PM68000345    | Classé         | 1977      |                |
| Skulptur Maria Immaculata                                              | Holz, farbig gefasst und vergoldet, 18. Jahrhundert | Sigolsheim, in der Kirche St-Pierre-et-St-Paul (Lage)          | PM68001158    | Inscrit        | 1989      |                |
| Kruzifix                                                               | Holz, farbig gefasst, um 1600 | Sigolsheim, in der Kirche St-Pierre-et-St-Paul (Lage)          | PM68000562    | Classé         | 1991      |                |
| Pietà                                                                  | Holz, farbig gefasst, 15. Jahrhundert | Sigolsheim, in der Kirche St-Pierre-et-St-Paul (Lage)          | PM68000347    | Classé         | 1977      |                |
| Gemälde Heilige Sippe                                                  | Ölfarbe auf Leinwand, Ende des 18. Jahrhunderts | Sigolsheim, in der Kapelle Ste-Anne (Lage)                     | PM68001442    | Inscrit        | 1995      |                |
| Gemälde Johannes der Täufer                                            | am Altartisch montiert; Ölfarbe auf Leinwand, um 1700 | Sigolsheim, in der Kirche St-Pierre-et-St-Paul (Lage)          | PM68000563    | Classé         | 1992      |                |
| Skulptur Heiliger Sebastian                                            | Holz, farbig gefasst, 17. oder 18. Jahrhundert | Sigolsheim, in der Kirche St-Pierre-et-St-Paul (Lage)          | PM68000657    | Classé         | 1992      |                |
| Votivbild Sturz von einem Baum                                         | Ölfarbe auf Holz, 1789 | Sigolsheim, in der Kapelle Ste-Anne (Lage)                     | PM68001440    | Inscrit        | 1995      |                |
| Reliquiar                                                              | Zinn, Pergament, 1670 | Sigolsheim, in der Kapelle Ste-Anne (Lage)                     | PM68001443    | Inscrit        | 1995      |                |
| Votivbild Innenansicht der Kapelle Ste-Anne                            | Ölfarbe auf Holz, 1790 | Sigolsheim, in der Kapelle Ste-Anne (Lage)                     | PM68001439    | Inscrit        | 1995      |                |
| Skulptur Anna Selbdritt                                                | Holz, farbig gefasst, 15. Jahrhundert | Sigolsheim, in der Kirche St-Pierre-et-St-Paul (Lage)          | PM68000346    | Classé         | 1977      |                |
| Gemälde Erziehung Mariens                                              | Ölfarbe auf Leinwand, 1792 | Sigolsheim, in der Kapelle Ste-Anne (Lage)                     | PM68001441    | Inscrit        | 1995      |                |
| Skulptur Heiliger Sebastian                                            | Holz, farbig gefasst und vergoldet, 17. oder 18. Jahrhundert | Sigolsheim, in der Kirche St-Pierre-et-St-Paul (Lage)          | PM68000564    | Classé         | 1982      |                |